# Marcina
Marcina (en grec antic: Μαρκῖνα) va ser una ciutat de Campània al districte dels picentins, a la part nord del golf de Posidònia, entre es illes de les Sirenes (Sirenusae Insulae) i la desembocadura del riu Silarus.
No la menciona ningú més que Estrabó, que diu que era una colònia fundada pels tirrens, segurament els etruscs, que després va ser ocupada pels samnites, que al seu temps encara l'habitaven. Afegeix que es trobava a 120 estadis (15 milles romanes) de Pompeia, passant per Nucèria. Podria ser la moderna Vietri.